# Alfa2 Capricorni
Alfa² Capricorni (α² Cap, Algedi) – gwiazda w gwiazdozbiorze Koziorożca o wielkości gwiazdowej 3,58m. Znajduje się około 106 lat świetlnych od Słońca.

## Nazwa
Gwiazda nosi tradycyjną nazwę Algedi, która wywodzi się od arabskiego ‏الجدي‎ al jady, co oznacza „koza”. Ze względu na optyczną bliskość niezwiązanej z nią gwiazdy Alfa¹ Capricorni była także nazywana Secunda Giedi („druga (gwiazda) kozy”). Międzynarodowa Unia Astronomiczna zatwierdziła użycie nazwy Algedi dla określenia tej gwiazdy.

## Charakterystyka
Algedi to żółty olbrzym lub podolbrzym, który należy do typu widmowego G. Ma jasność 43 razy większą niż jasność Słońca. Gwiazda ta zakończyła syntezę wodoru w hel w jądrze. Jest ona uboga w metale, zawartość żelaza w niej jest równa 0,1–0,5 wartości dla Słońca.
Gwiazda ta tworzy układ optycznie podwójny z położoną dużo dalej Alfa¹ Capricorni, ale ma też trzech bliskich towarzyszy. W odległości 6,60 sekund kątowych (w 2010 r.) od wyżej opisanego składnika A znajduje się gwiazda podwójna BC, złożona ze składników o wielkości gwiazdowej odpowiednio 11,2m i 11,5m; dzieli je na niebie 1,2″ (pomiar z 2008 r.). Składnik D znajduje się 153,1″ (pomiar z 2012 r.) od Algedi A i ma wielkość gwiazdową 10,5m.